# Rapalaok
Rapalaok is een bestuurslaag in het regentschap Sampang van de provincie Oost-Java, Indonesië. Rapalaok telt 3473 inwoners (volkstelling 2010).